# Bice Biagi
Pour les articles homonymes, voir Biagi.
Bice Biagi, née le 5 mai 1947 à Bologne et morte le 16 mars 2023 à Rome, est une journaliste italienne.

## Biographie
Bice Biagi est directrice des revues Insieme, Intimita et Novella 2000, puis vice-directrice de Oggi.
Partenaire du journaliste berlusconien Vittorio Feltri, elle se présente aux élections de 1997 (it) à Milan comme tête de liste du centre chrétien-démocrate.
En 2007, elle travaille avec son père, Enzo Biagi, à la rédaction de l'émission télé RT Rotocalco Televisivo.

En 2008, elle publie un livre en mémoire de son père In viaggio con mio padre.
À partir de 2008 avec sa sœur Carla Biagi, elle préside le comité d'organisation du prix Enzo Biagi à un jeune journaliste de province.

En 2012 avec sa sœur Carla Biagi, elle publie Casa Biagi : una storia familiare.

## Référence de traduction
- (it) Cet article est partiellement ou en totalité issu de l’article de Wikipédia en italien intitulé « Bice Biagi » (voir la liste des auteurs).